# Часть чего-то большего
Часть чего-то большего —  другий студійний альбом українського камеді-рок гурту Валентин Стрикало, який вийшов 20 жовтня 2013 року. У музичному плані альбом продовжує традиції свого попередника Смирись и расслабся!, але гумор став більш завуальованим. Всі пісні виконані російською мовою. Найвідоміші пісні: «Ебашь, Альбина», «Ты не такая», «Знаешь, Таня» і «Космос нас ждет». На останні дві пісні було знято кліпи.

## Учасники запису
- Юрій Каплан — вокал, гітара, клавішні
- Андрій Тропешко — гітара
- Євген Ільїн — бас-гітара
- Антон Щелконогов — ударні
- Денис Абраменко — звукорежисура, зведення

## Треклист
| #   | Назва                            | Тривалість |
| --- | -------------------------------- | ---------- |
| 1.  | «Самый лучший друг»              | 2:45       |
| 2.  | «Офисный стиляга»                | 2:13       |
| 3.  | «Все мои друзья»                 | 2:40       |
| 4.  | «Знаешь, Таня»                   | 4:33       |
| 5.  | «Космос нас ждёт»                | 3:22       |
| 6.  | «Кладбище самолётов»             | 5:52       |
| 7.  | «Ты не такая»                    | 3:57       |
| 8.  | «Танцы»                          | 2:58       |
| 9.  | «Ебашь, Альбина»                 | 2:46       |
| 10. | «Преждевременное семяизвержение» | 4:49       |
| 11. | «Сега-винтовар»                  | 2:32       |
| 12. | «Я стараюсь быть лучше»          | 5:26       |
| 13. | «Взрослые травмы»                | 2:48       |
| 14. | «Улица Сталеваров»               | 4:18       |

## Відеокліпи
Знаешь, Таня [Архівовано 12 березня 2022 у Wayback Machine.]
Космос нас ждет
 [Архівовано 12 березня 2022 у Wayback Machine.]